# جنسیس هلت‌کر
جنسیس هلت‌کر (انگلیسی: Genesis HealthCare) شرکت مراقبت سلامت آمریکایی است، که در سال ۱۹۸۵ تأسیس شد.